# Kurländska kolonier
Hertigdömet Kurland etablerade två kortvariga kolonier under 1600-talet: James Island i nuvarande Gambia 1641–1651 och Tobago utanför Sydamerikas östkust 1654–1659 och 1660–1689.